# Кейкавус I
Иззеддин Кейкавус I (перс. عز الدين كيكاوس بن كيخسرو‎; тур. I. Izzeddin Keykâvus) — султан Рума в 1211—1220 годах. Являлся старшим сыном Кейхюсрева I.

## Биография

### Происхождение и ранние годы
Кейкавус был старшим сыном султана Рума Кейхюсрева I. Он и его брат Кейкубад родились до того, как в 1196 году их отец был свергнут и бежал из Коньи. Когда семья проживала в Византии, у Кейкавуса появился ещё один брат — Кейферидун, матерью которого было гречанка. Атабеком Кейкавуса и Кейкубада в период изгнания был эмир Сейфеддин Айаба. Даты рождения сыновей Кейхюсрева неизвесты, об их детском возрасте можно судить из слов их атабека, сказанным (по словам Ибн-Биби) Кейкубаду: «Во время изгнания я поднимал тебя и твоего брата на руки и носил вас на плечах; я обрезал твои длинные волосы».
Когда в июле 1204 года умер Сулейман-шах II, Кейхюсрев отравился в Малую Азию, чтобы захватить трон. По пути ему пришлось оставить Кейкубада и Кейкавуса заложниками у Феодора Ласкариса в Никее. С ними остался хаджиб Зекерия. К январю 1205 года хаджибу Зекерии удалось организовать побег. Он получил у Ласкариса разрешение путешествовать и охотиться в горах и подговорил охранников, сопровождавших его и принцев, сотрудничать. Во время охоты они, якобы, погнавшись за дичью, приблизились к границе сельджукских земель и пересекли её.
Заняв трон в марте 1205 года, Кейхюсрев I дал Кейкавусу в удел Малатью и титул мелик. В качестве наставника с ним поехал Медждуддин Исхак, который когда-то был наставником Кейхюсрева. Кейкубад получил в удел Токат, а Кейферидун, предположительно, Анталью. О жизни Кейкавуса в Малатье ничего не известно.
В 1211 году Кейхюсрев погиб в битве при Алашехире.

### Борьба за трон
Из-за отсутствия закона о престолонаследии в сельджукском султанате смерть султана порождала борьбу меликов за трон.
Эмиры сельджукского султаната собрались, чтобы принять решение, какого из сыновей султана поддержать и возвести на трон. Нусрет-уд-Дин, правитель Мараша, первым подал голос в пользу старшего мелика, и большинство эмиров его поддержали. Они отправились из Коньи в Кайсери, пригласив прибыть туда Кейкавуса из Малатьи. Он прибыл в Кайсери через пять дней и 21 июля 1211 года в Кайсери торжественно прошла церемония джюлюс Кейкавуса. Когда Кейкавус собирался отправиться в Конью, пришло известие, что Кейкубад претендует на престол и уже приближается к городу. Кейкубад осадил город, к нему присоединились брат умершего султана, мелик Эрзурума Тугрул-шах, правитель Киликийской Армении Левон II и Данышмендид Захиреддин Или.
Кейкавус и его эмиры отправили в Левону субаши Кайсери, Джеляледдина Кайзера с ценными дарами. Джеляледдин сообщил Левону, что если он вернется, то получит 1200 муддов зерна и получит Лулува (Улукышла), Эрегли и Ларенде (Караман). Левон принял это предложение и вернулся в свою страну. Кроме того, Кейкавум призвал на помощь Айюбида аль-Малика аль-Ашрафа. Узнав об этом, Тугрул-шах вернулся в Эрзурум, не сообщив о своем отъезде Кейкубаду. Кейкубад, не имея достаточных сил, снял осаду и укрылся в крепости Анкары. Захиреддин Или отправился в Нигде, где собрал городскую знать и народ, пытаясь склонить их на сторону Кейкубада, предлагая подарки и раздавая деньги. Но население Нигде стало нападать на людей Захиреддина. Не чувствуя себя в безопасности, он покинул город и отступил в замок Лулуве (Улукишла), оттуда он бежал в Сис, затем в Алеппо, где заболел и умер в Тель-Башире.
После этого Кейкавус прибыл в Конью, где состоялась ещё одна церемония джюлюса. Празднества по этому поводу длились неделю. Кейкавус отправил своего наставника Медждуддина Исхака в Багдад, чтобы сообщить аббасидскому халифу Насиру Лидиниллаху о своём восшествии на престол. Халиф отправил ему меморандум, с признанием его султаном.
Согласно Никифору Григоре, император Никеи Феодор Ласкарис Ласкарис отправил посольство к Кейкавусу, с дарами и с плененым в битве сельджукским военачальником Сейфеддином Айбе. Кейкавус тепло принял делегацию, и отправил Сейфеддина Айбе за телом Кейхюсрева в Алашехир, после чего султан был перезахоронен в Конье 29 июня 1211 года.

### Пленение Кейкубада
Кейкубад, нашедший убежище в Анкаре, всё ещё беспокоил его. Во второй половине 1212 года султан разослал указы эмирам и военачальникам (субаши), собрал армию в Конье и выступил к Анкаре. Кейкубад также начал укреплять замок и городские стены. Кейкавус начал осаду Анкары, установив катапульты у стен. Первое столкновение произошло между эмиром Мубаризедином Исой (командиром охранников Кейкубада) и эмиром Кейкавуса Неджмеддином Бехрам-шахом. Осада затягивалась, султан был полон решимости взять замок, и с приближением зимы он построил дома и казармы для своих солдат и животных за стенами. Он даже построил медресе напротив города и использовал его как штаб во время осады. Весной 1213 года отчаявшиеся и измученные жители города сообщили Кейкубаду о невозможности дальнейшего сопротивления. Кейкубад обратился к брату, выразив готовность сдаться при условии, что его жизни и жителям города не будет причинен вред. Султан принял предложение. Он вступил в город, его знамя было поднято на бастионах, старейшины города присягнули султану на верность, поцеловали его руку и преподнесли ему дары. Кейкубада заключили в замок Миншар (Масара) близ Малатьи. Арабские источники сообщают, что султан приказал обрить головы и бороды беев, связанных с Алаэддином, и провести их по улицам. Их оскорбляли и кричали: «Вот наказание тем, кто предал султана». Те же источники утверждали, что султан пытался убить брата, но его остановил Медждуддин Исхак.

### Отношения с Кипром
Уладив внутренние дела страны, в 1213 году Кейкавус отправил посланника с письмом к королю Кипра Гуго Лузиньяну. Король и султан заключили соглашение, позволявшее купцам обоих сторон свободно перемещаться и торговать. Согласно соглашению, обе стороны обязались не грабить корабли, потерпевшие крушение у их берегов, защищать пострадавших от пиратов купцов, а в случае смерти торговца возвращать его имущество на родину. Установление торговых отношений с Кипром означало вести торговлю со всей Европой. Ф. Сюмер датировал договор с Гуго 1216 годом. Аналогичное соглашение Кейкавус заключил с венецианцами. 

### Захват Синопа
Торговые пути на севере Малой Азии шли через порты Самсуна и Синопа. Султан предпринял завоевание Синопа. Он взял с собой пленного императора Трапезунда Алексея I Комнина и прибыл к Синопу. 2 ноября (3 октября) 1214 года жители сдали город султану после того, как он принял их условия: освободить Алексея I и разрешить покинуть город всем  желающим. На следующий день Кейкавус подписал с Алексеем договор и отпустил его. С этого момента Трапезундская империя признавала султанат Рума своим сюзереном вплоть до поражения сельджуков от монголов при Кеседаге в 1243 году. Аббасидскому халифу и соседним мусульманским правителям были отправлены фетихнаме (победные сообщения). В знак признания этой победы султан получил от халифа Ан-Насира Лидиниллаха титул «эс-султан аль-галиб». Синоп стал играть значительную роль в развитии торговли султаната.

### Захват Антальи
Ещё в 1182 году Кылыч-Арслан II осадил Анталию, важный порт на средиземноморском побережье Анатолии, но не смог её взять. В 1207 году после двухмесячной кампании отец Кейкавуса, Кейхюсрев I, захватил город и назначил эмира Мубаризуддина Эртокуша его вали. В 1212 году после смерти Кейхюсрева христиане Антальи убили туркменских мужчин в городе, пленили женщин и детей и захватили город после резни, длившейся всю ночь. Три дня спустя Кейкавус получил эту новость, он немедленно собрал армию и двинулся к Анталье. Христиане заручились помощью Кипра и готовились к обороне. Султан осадил город с суши и моря. У стен он установил осадные машины. Во время штурма небольшая команда воинов поднялась по лестницам на стены и проникла в город. Они прорвались к воротам и открыли их, после чего армия султана захватила город. Султан одарил отличившихся воинов и военачальников и назначил вали Мубаризеддина Эртокуша. Ибн Биби, хотя и описал подробно захват Антальи, но не указал дату этого события и изложил его до завоевания Синопа.
Аз-Захаби и Ибн Василь пишут, что Кейкавус захватил город и  отправил в Алеппо фетихнаме. В этом письме султан сам указал точную дату — 30 рамадана 612 года — этого завоевания. Согласно этим данным, завоевание Анталии произошло 22 января 1216 года.

### Отношения с Киликийской Арменией
В 1216 году отношения между армянами и крестоносцами обострились. Кайкавус воспользовался этим и вторгся во владения Левона. Укреплённые замки Чинчин и Хачин были захвачены после ожесточённых атак. Затем армия сельджуков столкнулась с армянской армией перед замком Кебен (Гебен). Часть армянской армии, потерпевшей тяжёлое поражение, была взята в плен, включая многих армянских вельмож. Левон II отправил посла с богатыми дарами, прося султана подписать мирный договор. Султан принял просьбу, и мирный договор был подписан. Согласно договору, некоторые замки на границе отдавались сельджукам, армянский царь признавал султана своим сувереном и ежегодно присылал 20 000 золотых монет. Взамен султан своим указом признал власть Левона над Сисом (Козаном). Имя султана было написано на одной стороне монет, чеканенных в Сисе, и там же была произнесена хутба от его имени. Признание армянскими царями сельджукских султанов вассалами продолжалось до поражения сельджуков при Кёседаге в 1243 году. После этих побед султан отправился в Анталью и провёл там зиму 613 (1217) года.

### Кампания против Алеппо
В 1216 году, после смерти сына Салах ад-Дина Аз-Захир, правившего в Алеппо, на престол был возведён его трехлетний сын аль-Малик аль-Азиз . Некоторые эмиры Алеппо решили присягнуть на верность сельджукскому султану и пригласили его в Алеппо. Султан хотел назначить опекуном этого ребёнка и правителем Алеппо правителя Самосаты сын Салах ад-Дина аль-Афдаля, с которым должен был быть заключён договор. Однако по этому договору Тель-Башир отходил не ему, а сельджукскому эмиру Мараша Нусретеддину, что вызвало у Афдаля подозрения, что султан не уступит ему Алеппо. Атабек аль-Малика аль-Азиза Шахаб-ад-Дин Тогрул обратился за помощью ещё к одному Айюбиду — правителю Дамаска аль-Ашрафу.
В армии Кейкавуса Мубаризуддин Бехрамшах и Сейфуддин Аяба, каждый с 4000 воинов, находились справа и слева. Сам султан командовал 14 000 воинов центра. Согласно арабским источникам, вперед был выслан элитный кавалерийский отряд численностью 1000 человек под командованием сивасского субаши (начальника конницы) Махмуд-Альпа. По словам Ибн Биби, Махмуд Альп был опытным и доблестным стариком лет восьмидесяти. Узнав о приближении армии аль-Ашрафа, Махмуд Альп полагал, что следует ждать подхода основных сил, но Мубаризуддин Бехрамшах счел это излишним. Аль-Ашраф атаковал авангард сельджуков и нанёс им сокрушительное поражение, пленив Бахрам-шаха. Узнав об этом, Кайкавус отступил. Нескольких эмиров, которых подозревал в измене, он собрал в доме в Эльбистане и сжёг его. Однако, по словам «Анонимного Сельджукнаме», султан сожалел об этом и в Эльбистане на месте этого дома построил мечеть, которая стала известна как «Янык Масджид» (Месджид-и Сухтеган).

## Смерть и захоронение
С целью мести аль-Ашрафу султан заключил союз с Артукидом Махмудом Насыруддином, правившем в Амиде, и Музафферуддином Кёкбори, правшем в Эрбиле. Но в январе 1220 года он заболел и умер в Вираншехире около Малатьи, куда отправился на лечение. Тамара Райс датировала смерть Кейкавуса 2019 годом.
После воцарения он приказал построить для себя тюрбе в Конье, однако ещё в молодом возрасте тяжело заболел и ему посоветовали воздух Сиваса. Поскольку там ему стало легче, он стал предпочитать жить в Сивасе. Тюрбе в Конье осталось недостроено, поскольку в полюбившемся ему Сивасе он приказал построить другое. По мнению профессора Х. Ёнкаля, изучившего сельджукские и османские гробницы Анатолии, «если бы строительство недостроенного тюрбе во дворе мечети Алаэддина в Конье было завершено, сооружение стало бы одним из самых красивых и интересных погребальных памятников анатолийских сельджуков». Останки султана были перевезены в Сивас и по его завещанию захоронены в построенном им тюрбе.

## Семья
В 1217/1218 году он женился на Сельчук-хатун, дочери эмира Эрзинджана Фахреддина Бахрам-шаха. Этот брак  укрепил дружеские отношения между двумя династиями. Ибн-Биби оставил описание этой свадьбы. Кейкавус отправил сватов в Эрзинджан и получил положительный ответ. Бахрам-шах привёз известных портных и мастеров со всей страны, платье невесты шили три месяца. В приданое Сельчук-хатун получила шёлковые платья, золото и украшения, рабов и рабынь, лошадей и мулов. Из Сиваса за невестой отправилась великолепная свадебная процессия. Свадьбу провёл Кади Садреддин. В Сивасе и Эрзинджане прошли пышные празднества. В Сивасе они длились неделю.

## Личность
«По словам Ибн Биби, новый правитель был хорош и внешне, и по характеру, он был одновременно и храбрым и миролюбивым; несмотря на то что этот султан имел склонность к изящным искусствам, значительную часть своего времени он был вынужден проводить на полях сражений».

## Комментарии
1. ↑  Слово мудд (müd) происходит от корня medd, который имеет значение «вытягивать руки вперед».  Мудд означает «количество зерна, удерживаемого двумя ладонями, сложенными вместе» и является мерой  для сухих продуктов, таких как зерновые и бобовые. В зависимости от места  величина меры мудд варьировалась, в некоторых местах мудд являлся мерой не только сыпучих тел, но и воды, кроме того с течением времени величина стала сильно отличаться от первоначального значения. В 1330-х годах Шихабуддин аль-Умари приравнивал мудд Мармары, Кастамону, Коньи, Изника, Манисы, Антальи и Карахисара к египетскому ирдебу (вмещавшему в тоот период времени примерно 70,99 кг пшеницы или 99 литров воды). По словам аль-Умари, денизлийский мудд равен 3/4 ирдеба, в то время как ирдеб в Гермияне (Кютахья), Траллесе (Айдын), Бурсе и Фокее был эквивалентен примерно 1,25 египетского ирдеба. Мудд Аксарая был примерно равен 1,5 египетского ирдеба, а ирдеб в Бирги был эквивалентен мудду Сарухана.
Около 1335 года флорентинец Франческо Балдуччи Пеголотти сообщал, что анталийский мудд (moggio) был равен 20 бушелям пшеницы, ячменя и бобовых[9].
2. ↑  Это не спасло Тугрул-шаха — к 1213 году он был задушен по приказу Кейкавуса[11].
3. ↑  В то время обычно затонувшие и потерпевшие крушения суда разграблялись.